# Al-Yaʿqūbiyya
Yacoubiyah (armenisch Յակուբիե Jakubie, arabisch اليعقوبية, DMG al-Yaʿqūbiyya; auch Yakoubieh, Yacoubieh oder Yacoubeh genannt) ist ein ehemals (bis vor 2013) christlich-armenisches Dorf im Nordwesten Syriens, Teil des Bezirks Dschisr asch-Schughur im Gouvernement Idlib. Al-Yaʿqūbiyya befindet sich westlich der Großstadt Idlib und südöstlich der Grenze zur Türkei. Es befindet sich auf einem gut befestigten Berg über dem Fluss Orontes, mit einer Erhebung von 480 Metern über dem Meeresspiegel. Nahegelegene Ortschaften sind Qunaya im Osten, Kafr Dibbin weiter im Osten, das nahiyah („Subdistrikt“)-Zentrum von al-Dschanudiya im Süden, al-Malnad im Westen und Zarzur im Norden. Seit Anfang 2013 ist es von regierungsfeindlichen Rebellen besetzt und vom Großteil seiner ursprünglichen Bewohner verlassen.

## Bevölkerung
Gemäß dem Syrischen Zentralen Statistikbüro hatte al-Yaʿqūbiyya in der Volkszählung von 2004 eine Einwohnerzahl von 476. Ihre Einwohner waren hauptsächlich Christen, jeweils zur Hälfte armenisch-apostolisch und katholisch. Die umliegenden Gebiete waren vorwiegend von sunnitischen Muslimen bevölkert. Es gab zwei armenisch-apostolische Kirchen in al-Yaʿqūbiyya: Sankt Anna (Սբ. Աննա) und Sankt Hripsime (Սբ. Հռիփսիմե). Letztere war der Sankt-Hripsime-Kirche in Etschmiadsin nachempfunden. Es gab auch eine armenisch-katholische Kirche.

## Geschichte
Al-Yaʿqūbiyya wurde zusammen mit den nahegelegenen Ortschaften Kesab und Ghenamiyah zwischen dem 8. und 12. Jahrhundert nach Christus von Armeniern besiedelt.
Im Jahre 1929 wurde durch die Bemühungen der Armenischen Allgemeinen Wohltätigkeitsunion (AGBU) und dem armenischen Prälat der Diözese von Aleppo eine armenische Schule im Dorf gebaut, wo neben der französischen und arabischen Sprache auch Armenisch unterrichtet wurde.

## Syrischer Bürgerkrieg
Während des Syrischen Bürgerkrieges, der im Jahre 2011 begann, wurde al-Yaʿqūbiyya im Januar 2013 von den regierungsfeindlichen Rebellen erobert. Der größte Teil des Kampfes um die Eroberung des Dorfes fand um einen Posten der syrischen Armee am Dorfeingang statt. Die Regierungstruppen zogen sich daraufhin nach Dschisr asch-Schughur zurück. Während al-Yaʿqūbiyyas Infrastruktur nicht großflächig zerstört wurde und keine Einwohner bei den Kämpfen getötet wurden, wurde der größte Teil der aufgegebenen Häuser und Geschäfte geplündert und zerstört. Die Rebellen verschanzten sich in einigen Häusern des Dorfes und behaupteten, dass sie von den Einwohnern die Erlaubnis dafür hätten. Gemäß anfänglichen Berichten örtlicher Bewohner flohen die meisten apostolischen Armenier aus ihrem Heimatdorf vor den Rebellen, während die meisten Katholiken zunächst blieben.
Seit 2017 ist die Miliz Haiʾat Tahrir asch-Scham die dominante Rebellengruppe in der Region. Die Franziskaner (OFM) der Kustodie des Heiligen Landes, die hier ein Kloster hatten, weigerten sich allerdings zu gehen und wollten weiter für die Menschen da sein. Am 4. Juli 2015 wurde der Franziskanerpater Dhiya Azziz von Islamisten entführt, aber nach einigen Tagen freigelassen. Öffentliches christliches Leben wird von der islamistischen Miliz nicht geduldet, weshalb sämtliche christlichen Symbole entfernt wurden und christliche Feiern und Gottesdienste nur hinter verschlossenen Türen stattfinden können. Die bescheidenen Gottesdienste werden von den wenigen verbliebenen Katholischen, Orthodoxen und Armenisch-Apostolischen gemeinsam gefeiert. Jeglicher außen sichtbare Schmuck zu Festen ist ausdrücklich verboten, und es wird Dschizya kassiert.